# Mallophora macquartii
Mallophora macquartii är en tvåvingeart som beskrevs av Camillo Rondani 1851. Mallophora macquartii ingår i släktet Mallophora och familjen rovflugor. Inga underarter finns listade i Catalogue of Life.